# 法仙庵
法仙庵（ほうせんあん）は、東京都杉並区にある曹洞宗の寺院。尼寺である。

## 概要
慶応年間（1865年 - 1868年）、阿佐ヶ谷村地主の相沢喜兵衛の開基である。相沢は文久年間（1861年 - 1864年）に、村内に散在していた墓を一か所に集めて共同墓地を作っていた。その共同墓地を管理するために設けられた寺である。
墓地には、村内から集めた5基の板碑が残っている。

## 交通アクセス
- 中央線快速阿佐ケ谷駅より徒歩5分。